# بیل برلسفورد
بیل برلسفورد (انگلیسی: Bill Brelsford؛ 1885 – 25 مارس ۱۹۵۴ (۶۸−۶۹ سال)) بازیکن فوتبال اهل بریتانیا بود.
از باشگاه‌هایی که در آن بازی کرده‌است می‌توان به باشگاه فوتبال دونکستر راورز، باشگاه فوتبال تورکی یونایتد، و باشگاه فوتبال شفیلد یونایتد اشاره کرد.